# Galina Ganeker
Galina Ganeker   (Bakú, 10 d'abril de 1917 (Julià) - 7 d'octubre de 1988) va ser una atleta soviètica, especialista en el salt d'alçada, que va competir entre finals de la dècada de 1930 i començaments de la de 1950.
El 1952 va prendre part en els Jocs Olímpics de Hèlsinki, on fou onzena en la prova del salt d'alçada del programa programa d'atletisme.
En el seu palmarès destaca una medalla de bronze al Campionat d'Europa d'atletisme de 1950, rere les britàniques Sheila Lerwill i Dorothy Tyler-Odam, i els títols nacionals de salt d'alçada de 1939, 1940, 1943, 1944, 1945 i 1948. Entre 1937 i 1945 va millorar quatre vegades el rècord soviètic d'alçada.
Durant la Segona Guerra Mundial va treballar en un hospital com a infermera.

## Millors marques
- Salt d'alçada. 1,64 metres (1948)[1][6]